# Мартін Брістоу
Мартін Брістоу (англ. Martin Bristow, 15 листопада 1913 — 31 липня 2007) — британський академічний веслувальник.
Срібний призер Олімпійських Ігор 1936 року в складі розпашної четвірки без стернового.